# Нічого про Україну без України
«Нічого про Україну без України» (англ. Nothing about Ukraine without Ukraine) — зовнішньополітичний принцип, що став актуальним під час Російсько-української війни, особливо після повномасштабного вторгнення Росії в Україну 24 лютого 2022 року. Розгорнуте тлумачення цих слів означає те, що не може бути жодних переговорів, наприклад, про припинення вогню під час російсько-української війни, без участі України за столом переговорів.
Цей вислів є окремим випадком формули Нічого про нас без нас відомої з 16 століття в Центральній Європі, коли в Польському королівстві було прийнято Закон «Nihil novi», що забороняв королям приймати нові закони без згоди дворянства.
Формулювання «Нічого про Україну без України» було оголошено Державним секретарем США Ентоні Блінкеном ще за місяць до повномасштабного вторгнення Росії в Україну.
31 травня 2022 року президент США Джозеф Байден опублікував у газеті The New York Times статтю «Що Америка буде і не буде робити в Україні», де вказав:
Моїм принципом протягом всієї цієї кризи було: «Нічого про Україну без України». Я не чинитиму тиску на український уряд — ні в приватному порядку, ні публічно — з метою домогтися якихось територіальних поступок. Це було б неправильно і суперечило б усталеним принципам.
Цей же принцип Байден повторив на прес-конференції Саміту «Великої двадцятки» на Балі у листопаді 2022 року: «… ми не збираємося вести будь-які переговори (про компроміс між Росією та Україною). Ні — нічого про Україну без України. Це рішення, яке має ухвалити Україна.»
Протягом конфлікту це формулювання час від часу з'являється в інформаційному просторі в контексті спростування чуток про можливі переговори за спиною України